# アレクサンドル・グリボエードフ

アレクサンドル・グリボエードフ

アレクサンドル・グリボエードフ（ロシア語: Алекса́ндр Серге́евич Грибое́довアレクサンドル・セルゲーヴィッチ・グリボエードフ, Alexander Sergeyevich Griboyedov, 1795年1月15日 - 1829年2月11日）は、帝政ロシアの外交官・作家・作曲家。
名門貴族の出身であり、モスクワ大学の法学部・文学部を卒業している。フランス語、ドイツ語、英語などヨーロッパの言語に加えアラビア語など多くの言語を操った。1812年に祖国戦争に参戦。その後外交官となる。
代表作である『智慧の悲しみ』は1816年、あるパーティーでサンクトペテルブルクの人たちが外国人に対して平身低頭している姿を見て、グリボエードフが憤慨したのをきっかけに作られた。
1828年にイラン大使に任命されて着任。翌1829年、ファトフ・アリー・シャーのハーレムから逃げ出してきたアルメニア人少女数名を、ロシア大使館にかくまい、シャーの引渡し要求も拒否した。この出来事を、第二次ロシア・ペルシア戦争後にロシア帝国とガージャール朝ペルシャの間に結ばれた不平等なトルコマーンチャーイ条約の象徴だとみなした熱狂的なイスラム教の暴徒が大使館に押し入り、グリボエードフは他の大使館員共々惨殺された上、斬首された。友人だったアレクサンドル・プーシキンは、旅行でテヘランに立ち寄った際に変わり果てたグリボエードフと対面することとなった。
ロシア政府はグリボエードフ殺害に激怒して責任者の処罰を求めたが、シャーはこれに対して孫のホスロー・ミルザを中心とした使節団を派遣して謝罪した。この時、皇帝ニコライ1世に贈ったのがシャー・ダイヤモンドである。

## 作品
- 『智恵の悲しみ（英語版）』（1823年）
- ワルツホ短調・変イ長調（現存する唯一の楽曲）

### 日本語訳
- 『智慧の悲しみ』小川亮作訳　岩波文庫、1954
- 倉橋健訳：『知恵の悲しみ』（世界文學大系89 古典劇集2 所収）筑摩書房
- 米川正夫訳：『知恵の悲しみ』（ロシア・ソビエト文学全集01 所収）平凡社